# Centrale hydroélectrique d'Edolo
La centrale hydroélectrique d'Edolo est une centrale hydroélectrique de pompage italienne, sur le territoire de la commune d'Edolo, juste en aval de la ville, dans la Province de Brescia en Lombardie.
La centrale turbine, pendant les heures de pointe, les eaux de ses réservoirs supérieurs : les lacs Avio et Benedetto, et pompe, pendant les heures creuses, les eaux du réservoir inférieur à Edolo, pour les stocker dans les réservoirs supérieurs. Avec une puissance de 1 000 MW, l'usine forme le 3e plus puissant ensemble hydroélectrique italien (après la centrale d'Entracque et la centrale de Roncovalgrande), correspondant à 5,5 % de la puissance du parc hydraulique italien. Elle appartient à ENEL.

## Historique
Le lac Avio a été aménagé en 1929 et le Lac Benedetto en 1940.
Les groupes de la centrale ont été mis en service entre avril 1984 et novembre 1985 ; ils ont été fabriqués par Voith Hydro.

## Caractéristiques techniques des barrages

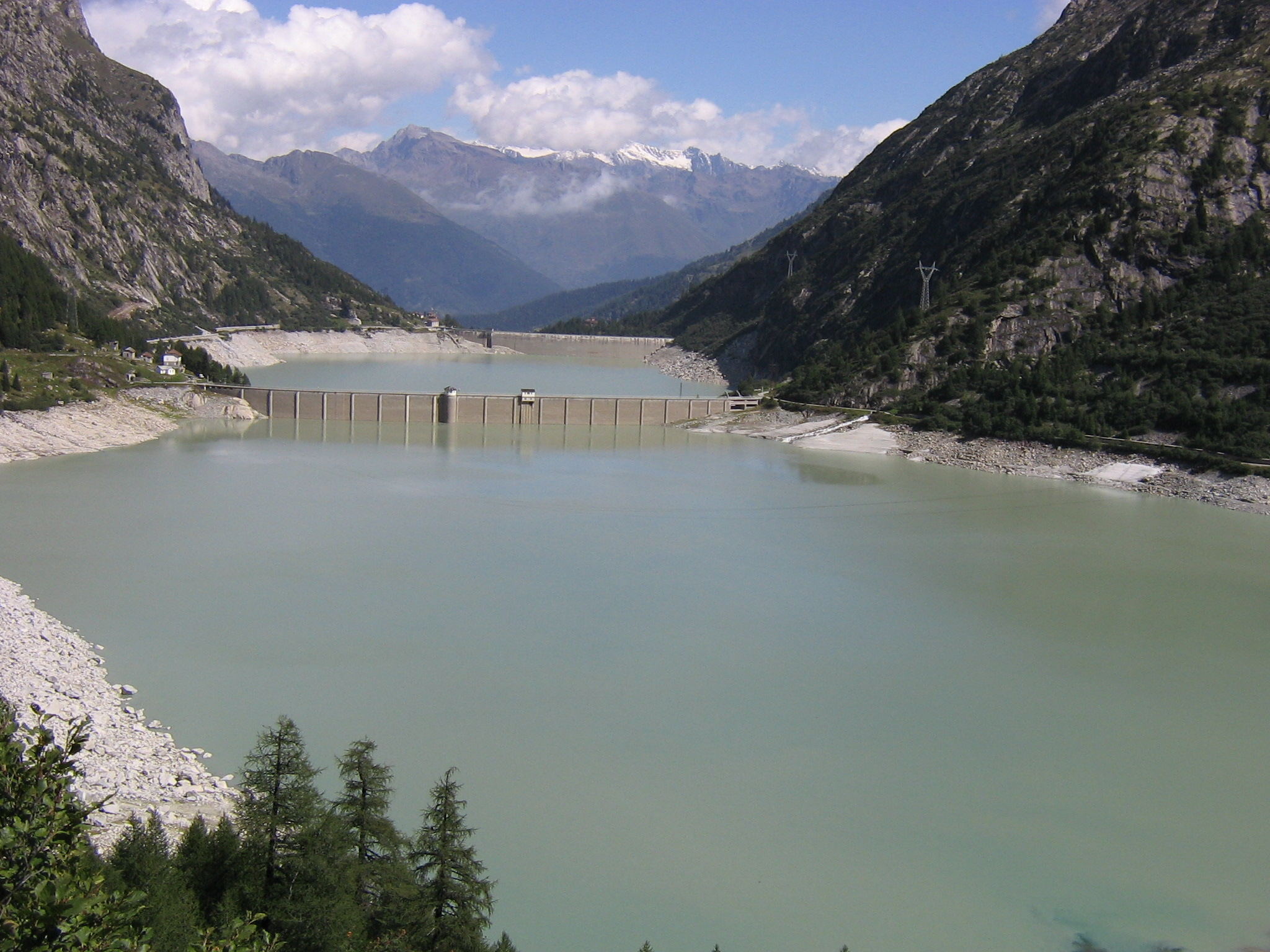
Lac Benedetto au premier plan, Lac Avio à l'arrière-plan

Le réservoir inférieur est situé à Edolo sur la rive nord de l'Oglio. Il a été créé par une digue circulaire et emmagasine l'eau pour le pompage. Sur la contenance de ce réservoir (1,4 million de m³), 1,279 million de m3 peuvent être utilisés pour le pompage. Son altitude est de 655 m.
Le réservoir supérieur, le Lac Avio, est situé à 10 km à l'est d'Edolo dans la montagne à 46° 11′ 37″ N, 10° 28′ 16″ E. Directement au-dessus du Lac Avio se trouve le Lac Benedetto qui complète le lac Avio. les barrages des deux lacs sont des barrages poids hauts de 37,5 m et de 31 m respectivement. La capacité totale de stockage du réservoir supérieur (incluant le Lac Benedetto) est de 21,24 millions de m³ dont 17,04 m³ peuvent être utilisés pour la production d'électricité. L'altitude du lac Avio est de 1 908 m et celle du lac Benedetto de 1 929 m ; il recueille l'eau d'un bassin versant de 49,5 km².

## Conduite forcée
Plusieurs tunnels et conduites relient les réservoirs supérieur et inférieur. Partant de la prise d'eau du Lac Avio, un tunnel de dérivation en pression de 8 125 m de long  transfère l'eau vers l'est puis bifurque en deux conduites forcées de 2192 m et 2203 m de long, qui à leur arrivée dans la centrale se subdivisent à nouveau pour alimenter en eau les huit groupes de pompage-turbinage.
Le réservoir inférieur est relié à la centrale par deux tunnels de 1 127 m de long.
La différence d'altitude entre les deux réservoirs offre une hauteur de chute de 1 265 m. Le débit de turbinage est de 94 m3/s.

## Centrale électrique
Dans la centrale, chacun des turbine Francis réversibles a une puissance de 125 MW pour la production d'électricité et 140 MW pour le pompage. Seuls sept de ces groupes peuvent fonctionner simultanément.

## Transfert d'énergie par pompage
Lorsque la demande d'électricité est faible et son prix bas, la centrale pompe de l'eau du réservoir inférieur pour remplir le réservoir supérieur. Pendant les heures de forte demande, cette eau du Lac Avio/Benedetto, devenue de l'énergie stockée, est renvoyée par les mêmes tunnels et conduites à la centrale pour être turbinées par les 8 turbines Francis. Après son utilisation pour la production, cette eau est reversée dans le réservoir inférieur.
Des ressources en eau additionnelles sont par ailleurs apportées par la rivière Oglio. Ce processus se répète ad libitum et permet à la centrale de servir de centrale de pointe. Cette utilisation de la faculté de stockage des réservoirs hydrauliques est précieuse pour compenser les variations de la demande d'électricité et les aléas divers de la production (pannes, fluctuations du vent et de l'ensoleillement, etc).
La centrale produit en moyenne 737 GWh par an mais consomme 1021 GWh pour le pompage. Bien qu'elle consomme plus d'énergie qu'elle n'en produise, le pompage est effectué durant les heures de nuit et les périodes non ouvrées, où le prix de l'électricité est bas. Ceci rend la centrale rentable car elle produit de l'électricité durant les heures de forte demande, où le prix de l'électricité est beaucoup plus élevé. La taille du bassin versant du lac Avio lui permet de collecter de l'eau supplémentaire naturellement : 219 GWh peuvent être produits annuellement en moyenne grâce à cette eau.